# Flugunfall einer Boeing 707 der Alyemda 1985
Der Flugunfall einer Boeing 707 der Alyemda 1985 ereignete sich am 15. August 1985. An diesem Tag geriet eine auf einem internationalen Linienflug von Aden nach Abu Dhabi befindliche Maschine des Typs Boeing 707-336C der Alyemda im Flug außer Kontrolle und in eine abnormale Fluglage. Die Maschine konnte wieder unter Kontrolle gebracht und sicher auf dem Flughafen Aden notgelandet werden, jedoch starben bei dem Zwischenfall drei Personen.

## Maschine
Bei dem betroffenen Flugzeug handelte es sich um eine Passagiermaschine des Typs Boeing 707-336C, die zum Zeitpunkt des Unfalls 15 Jahre und sechs Monate alt war. Das Flugzeug trug die Werknummer 20374 und die Modellseriennummer 838. Der Erstflug der Maschine war am 20. Februar 1970 erfolgt. Am 6. März 1970 wurde die Maschine mit dem Luftfahrzeugkennzeichen G-AXGW an die BOAC ausgeliefert. Nachdem diese Fluggesellschaft im April 1974 gemeinsam mit British European Airways zu British Airways fusioniert war, ging die Maschine in die Flotte der British Airways über. Die Alyemda übernahm die Maschine im Dezember 1981 und ließ sie mit dem Kennzeichen 7O-ACO zu. Das vierstrahlige Langstreckenflugzeug war mit vier Mantelstromtriebwerken des Typs Pratt & Whitney JT3D-3B ausgestattet.

## Insassen
Den internationalen Linienflug von Aden nach Abu Dhabi hatten 65 Passagiere angetreten. Es befand sich eine achtköpfige Besatzung an Bord, bestehend aus einem Flugkapitän, einem Ersten Offizier, einem Flugingenieur und fünf Flugbegleitern.

## Unfallhergang
Die Maschine startete gegen 13 Uhr vom Flughafen Aden. Die Maschine stieg auf 23.000 Fuß Höhe. Es herrschten gutes Wetter und gute Sicht. Die Maschine wurde mit aktiviertem Autopiloten geflogen. Auf Reisehöhe angekommen, stellten die Piloten ihre Sitze für eine bequemere Sitzposition nach hinten. Der Kapitän bat einen Flugbegleiter, ihm ein Glas Wasser zu reichen. Als der Kapitän das Wasserglas erhielt, glitt es ihm aus der Hand und das Wasser ergoss sich über das Panel des Autopiloten. Daraufhin begannen sich die Räder der Höhenflossentrimmung plötzlich zu drehen. Dies führte zu einem rapiden Pitch-Up-Manöver, indem sich die Flugzeugnase schlagartig anhob. Die Insassen der Maschine waren dadurch starken Gravitationskräften ausgesetzt und wurden in ihre Sitze gedrückt.
Der Kapitän rief dem Ersten Offizier daraufhin zu, dieser solle den Autopiloten deaktivieren, woraufhin der Erste Offizier entgegnete, dass er das Panel für den Autopiloten nicht erreichen könne. Die Piloten konnten die Bedienelemente nicht erreichen, da ihre Sitze zurückgelehnt waren und die starke Schwerkraft sie daran hinderte, diese zu bewegen. In der Kabine wurden die stehenden Flugbegleiter und mehrere nicht angeschnallte Passagiere nach hinten geschleudert. Aufgrund der hohen Querneigung kam es im nächsten Augenblick zu einem Strömungsabriss. Die Räder der Höhenflossentrimmung drehten sich erratisch weiter.
Obwohl die Maschine aufgrund des Strömungsabrisses weiter sank, gelang es den Piloten, diese in eine horizontale Fluglage zu bringen und die Kontrolle über die Maschine wiederzuerlangen. Sie deaktivierten den Autopiloten, stellten das Trimmrad ein und drückten die Flugzeugnase nach unten, um die Maschine aus dem Strömungsabriss abzufangen. Die Maschine gewann an Auftrieb, aber den Piloten verblieb nur noch wenig Zeit und Höhe. Die Lage wurde zunehmend kritisch. In knapp 1.000 Fuß Höhe schafften sie es schließlich, die Maschine in eine stabile Fluglage zu bringen und die Flugsicherung zu kontaktieren, zum Flughafen Aden zurückzukehren und dort eine Notlandung vorzunehmen. Zwei Passagiere und eine Flugbegleiterin starben an schweren Traumata, die sie während des Kontrollverlusts der Maschine erlitten hatten. Mehrere Passagiere wurden verletzt.